# Opal Reef
Opal Reef är ett rev på Stora barriärrevet i Australien.   Det ligger cirka 55 km nordost om Port Douglas i delstaten Queensland. 